# Auburn Correctional Facility
Auburn Correctional Facility är ett delstatsfängelse vid State Street i Auburn, New York, byggt på land som en gång i tiden tillhörde en Cayuga-indianby. Klassificeringsmässigt är det ett maximimfängelse.
Det byggde 1816 som Auburn Prison, och var andra delstatsfängelset i New York (efter Newgate i New York City, 1797-1828), och det var här som elektriska stolen först användes 1890, och fängelset har givit namn till Auburnsystemet, ett program som tillämpades under 1800-talet för rehabilitering av gångar. Fängelset bytte namn till Auburn Correctional Facility under 1970-talet.

## Externa länkar

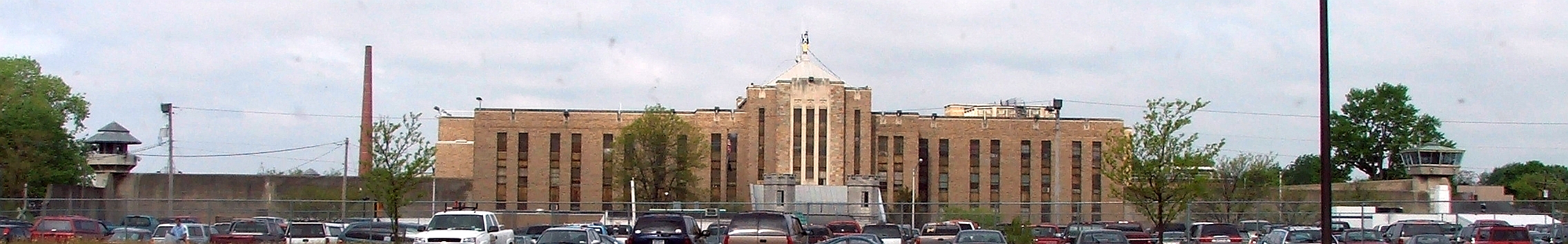
Fängelset

### Fotnoter
1. ↑  Correction History, "Auburn Prison Beginnings